# Hossein Ensan
Hossein Ensan (in persiano حسین انسان‎; Teheran, 22 maggio 1964) è un giocatore di poker iraniano naturalizzato tedesco, campione del mondo nel 2019.
Alle WSOP 2019 ha vinto il Main Event avendo la meglio su oltre 8.000 giocatori, aggiudicandosi la cifra di 10.000.000 di dollari. Nell'heads-up finale le sue carte K♥ K♣ hanno avuto la meglio su 8♠ 4♠ dell'italiano Dario Sammartino. Sul tavolo sono uscite in sequenza: 10♠ 6♠ 2♦ 9♣ Q♣.